# Więzadło piszczelowo-strzałkowe przednie

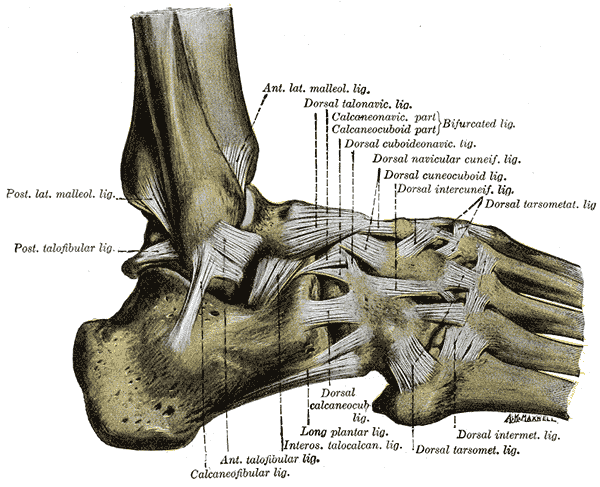
Więzadła stopy. Widok z boku. Więzadło piszczelowo-strzałkowe przednie (ant. lat. malleol. lig) znajduje się w centrum grafiki, na górze.

Więzadło piszczelowo-strzałkowe przednie, więzadło kostki bocznej przednie (łac. ligamentum tibiofibulare anterius; ligamentum malleoli lateralis anterius) – jedno z więzadeł stawu piszczelowo-strzałkowego dolnego.

## Przebieg
Więzadło piszczelowo-strzałkowe przednie to płaski, trójkątny pęczek włókien, szerszy u dołu. Biegnie ku dołowi i bocznie, rozciągając się pomiędzy przylegającymi do siebie brzegami strzałki i kości piszczelowej, na przednią powierzchnię kostki bocznej.